# 開工 (電視節目)
《開工》（英語：GOOD JOB）是香港電視娛樂製作的旅遊節目，在2017年4月5日至7月5日逢星期三22:30-23:00於ViuTV播映。第2輯《開工 (日本)》（日语： GOOD JOB IN JAPAN）在2018年5月20日至6月10日逢星期日20:00-20:30於ViuTV播映；2018年5月10日至31日逢星期四00:59-01:29於CBC電視台播映。

## 每集一覽
| 集數 | 播映日期      | 主題           |
| 1    | 2017年4月5日  | 中國傳統花牌   |
| 2    | 2017年4月12日 | 農夫           |
| 3    | 2017年4月19日 | 舞獅           |
| 4    | 2017年4月26日 | 雞場           |
| 5    | 2017年5月3日  | 殯儀           |
| 6    | 2017年5月10日 | 臘腸           |
| 7    | 2017年5月17日 | 搭棚           |
| 8    | 2017年5月24日 | 裝修           |
| 9    | 2017年5月31日 | 搬屋           |
| 10   | 2017年6月7日  | 汽車維修       |
| 11   | 2017年6月14日 | 樹藝師／攀樹師 |
| 12   | 2017年6月21日 | 廚餘           |
| 13   | 2017年6月28日 | 助護           |
| 14   | 2017年7月5日  | 膠水牌         |

### 第2輯
| 集數 | 播映日期      | 播映日期      | 主題             | 主題         |
| 集數 | ViuTV         | CBC電視台     | ViuTV            | CBC電視台    |
| 1    | 2018年7月22日 | 2018年5月10日 | 新幹線清潔特工   | 新幹線       |
| 2    | 2018年7月29日 | 2018年5月17日 | 日本旅館「仲居」 | 星野リゾート |
| 3    | 2018年8月5日  | 2018年5月24日 | 鑄劍             | 刃物         |
| 4    | 2018年8月12日 | 2018年5月31日 | 鷹匠             | 鳥の被害対策 |

## 外部連結
- （繁體中文）開工 （页面存档备份，存于）
- （繁體中文）開工 (日本) （页面存档备份，存于）
- （日語）開工 (日本) （页面存档备份，存于）